# Chẩn đoán điện
Chẩn đoán điện ( Electrodiagnosis (EDX) ) là một phương pháp chẩn đoán y khoa, thu thập thông tin bệnh lý  bằng cách ghi lại thụ động hoạt động điện của các bộ phận cơ thể (nghĩa là điện sinh lý tự nhiên của chúng) hoặc bằng cách đo phản ứng của chúng với các kích thích điện bên ngoài (điện thế kích thích).  Các phương pháp sử dụng rộng rãi nhất ghi hoạt động điện tự phát là hình thức kiểm tra thể xuất (electrography) chẳng hạn như điện tâm đồ (ECG), điện não đồ (EEG), và điện cơ đồ (EMG).  Y học điện sinh lý (cũng EDX) là một chuyên ngành y học về thần kinh học, sinh lý thần kinh lâm sàng, tim mạch, và y học vật lý và phục hồi chức năng.  Các bác sĩ điện sinh lý học áp dụng các kỹ thuật điện sinh lý, bao gồm điện cơ kim và nghiên cứu dẫn truyền thần kinh để chẩn đoán, đánh giá và điều trị cho những người bị suy yếu hệ thống thần kinh, thần kinh cơ và/hoặc cơ bắp.  Việc cung cấp một đánh giá y học chẩn đoán điện chất lượng đòi hỏi kiến thức khoa học sâu rộng bao gồm giải phẫu và sinh lý của các dây thần kinh ngoại biên và cơ, vật lý và sinh học của các tín hiệu điện được tạo ra bởi cơ và dây thần kinh, thiết bị được sử dụng để xử lý các tín hiệu này và kỹ thuật cho lâm sàng đánh giá các bệnh của các dây thần kinh ngoại biên và con đường cảm giác.